# 施魏格巴赫河 (伊薩爾河支流)
48°23′35″N 11°44′53″E / 48.39312°N 11.74816°E

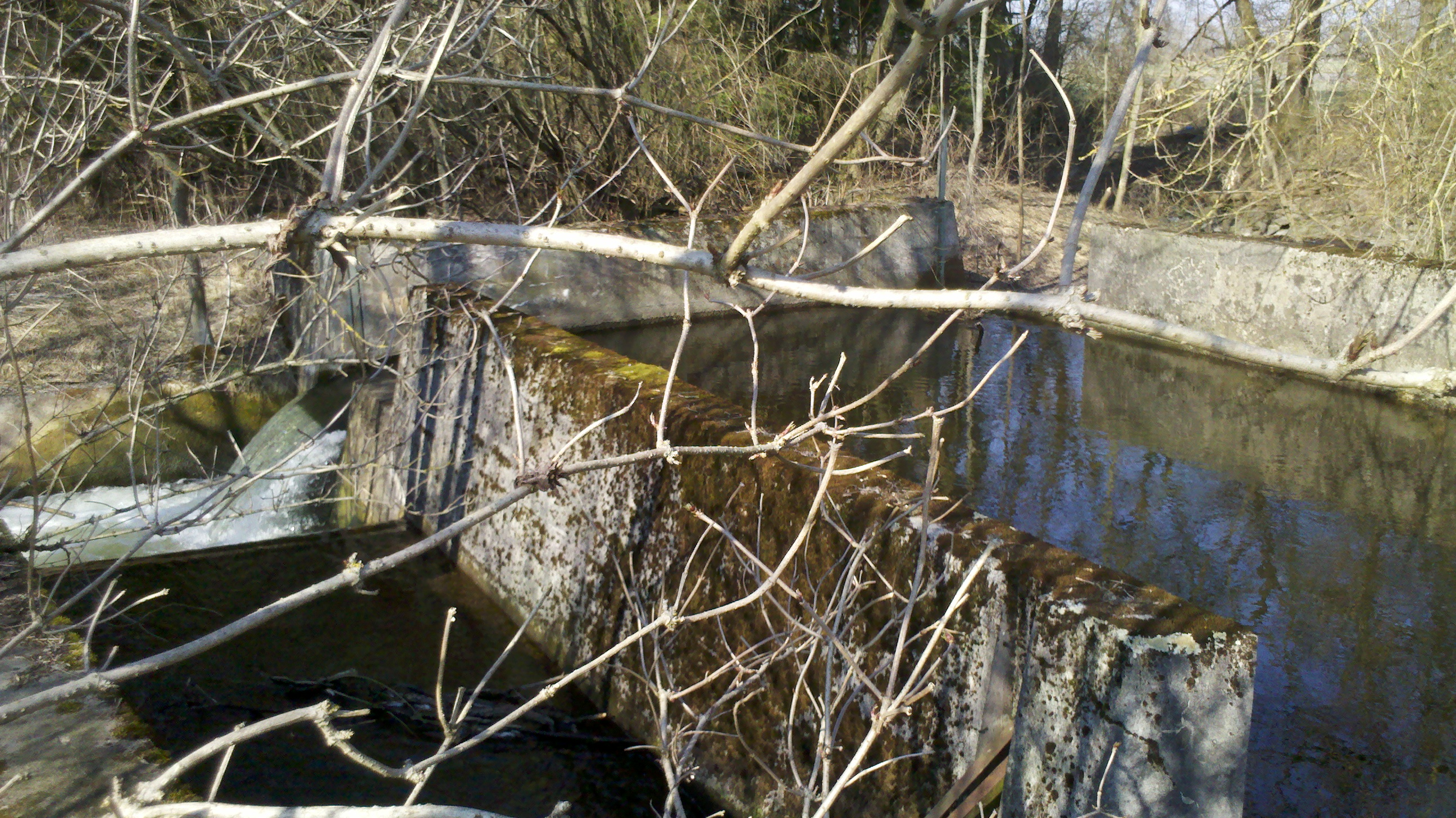

施魏格巴赫河是德國的河流，位於該國東南部，由巴伐利亞負責管轄，該河流屬於伊薩爾河的右支流，河道全長15.8公里，流經弗賴辛。